# Arsenij Fedosiuk
Arsenij Fedosiuk (ukr. Арсеній Миколайович Федосюк, ps. „Proces”; ur. w Białej Cerkwi, obwód kijowski) – ukraiński żołnierz pułku Azowskiego Gwardii Narodowej Ukrainy, uczestnik wojny rosyjsko-ukraińskiej.

## Życiorys

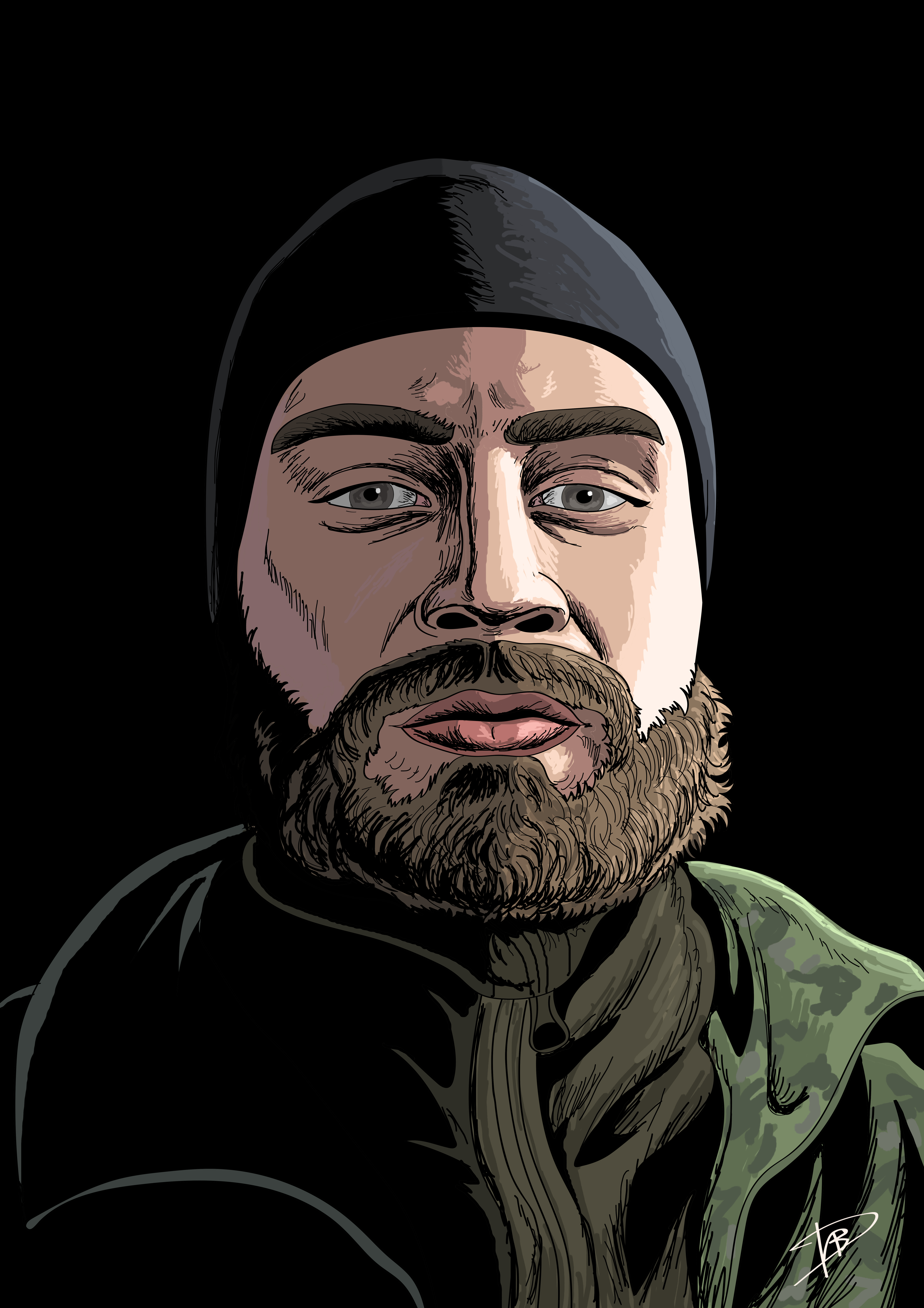
Praca Andrija Dankowycza

W 2014 roku ukończył Akademię Kijowsko-Mohylańską na Uniwersytecie Narodowym.
Aktywny uczestnik Rewolucji godności. W 2014 roku brał udział w walkach o Iłowajsk podczas wojny w Donbasie.
Wraz z początkiem rosyjskiej inwazji na Ukrainę w 2022 r. wraz z towarzyszami bronił Mariupola. Początkowo wchodził w skład grupy Pułku „Azow”, która broniła prawego brzegu miasta przed rosyjskimi okupantami. Później, dzięki udanemu kontratakowi, dołączyła do głównej części pułku pod Azowstalem. Podczas walki fragment pocisku przebił nogę Fedosiuka.
11 maja 2022 r. papież Franciszek spotkał się w Watykanie z żonami żołnierzy pułku azowskiego, Kateryną Prokopenko i Julią Fedosiuk.